# Feliniopsis thoracica
Feliniopsis thoracica là một loài bướm đêm trong họ Noctuidae.